# 4019 Klavetter
A 4019 Klavetter (ideiglenes jelöléssel 1981 EK14) a Naprendszer kisbolygóövében található aszteroida. Schelte J. Bus fedezte fel 1981. március 1-én.